# Lagarostrobos franklinii
Lagarostrobos franklinii är en barrträdart som först beskrevs av Joseph Dalton Hooker, och fick sitt nu gällande namn av Christopher John Quinn. Lagarostrobos franklinii ingår i släktet Lagarostrobos och familjen Podocarpaceae. Inga underarter finns listade i Catalogue of Life.

## Bildgalleri

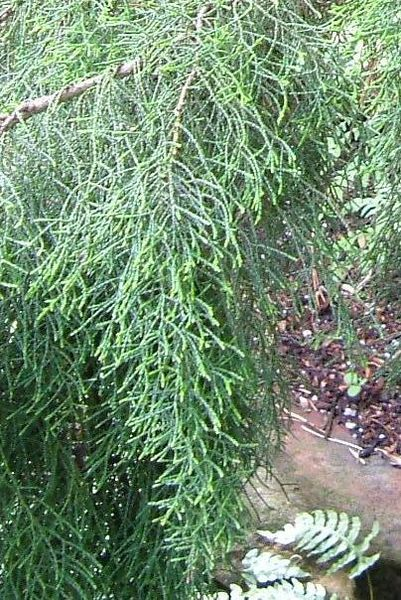
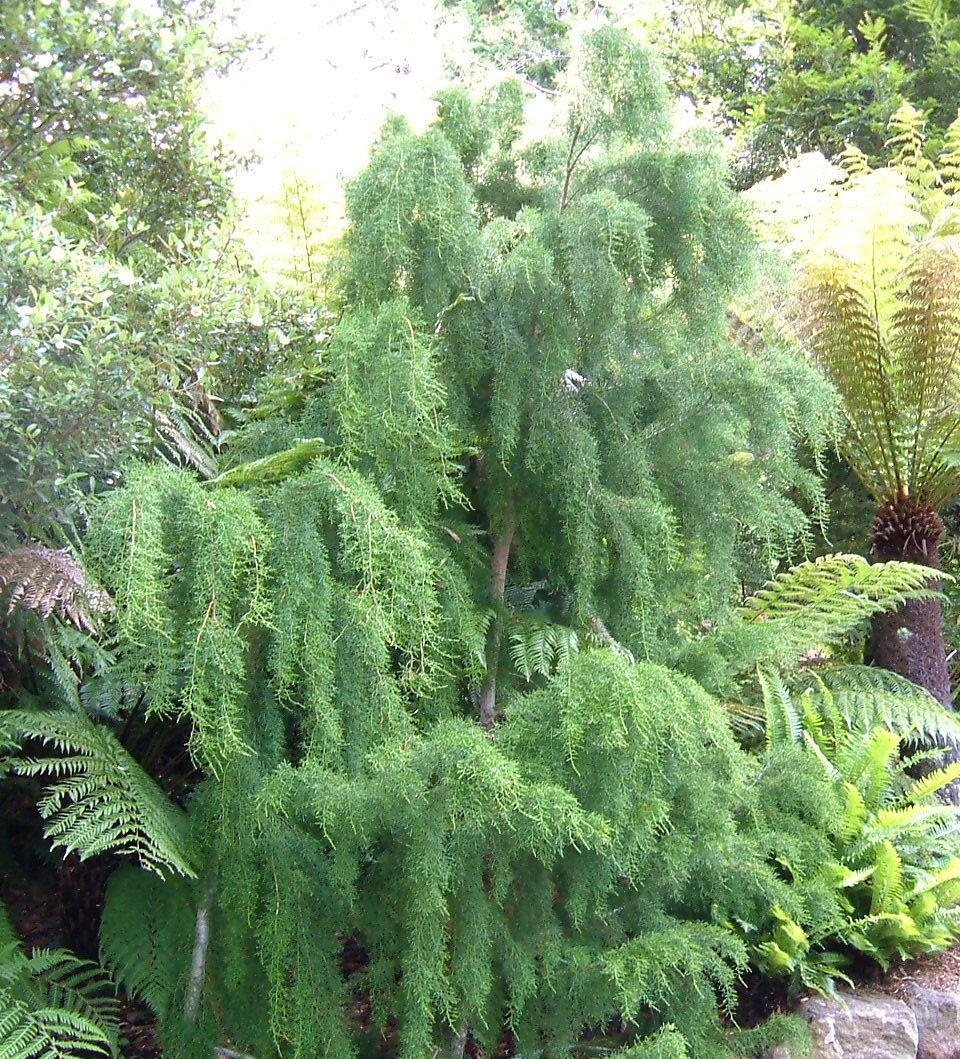
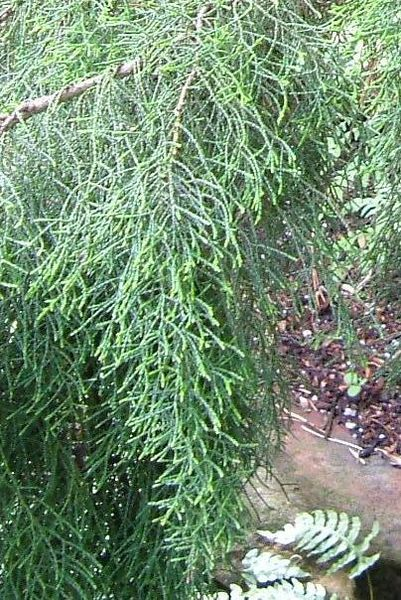
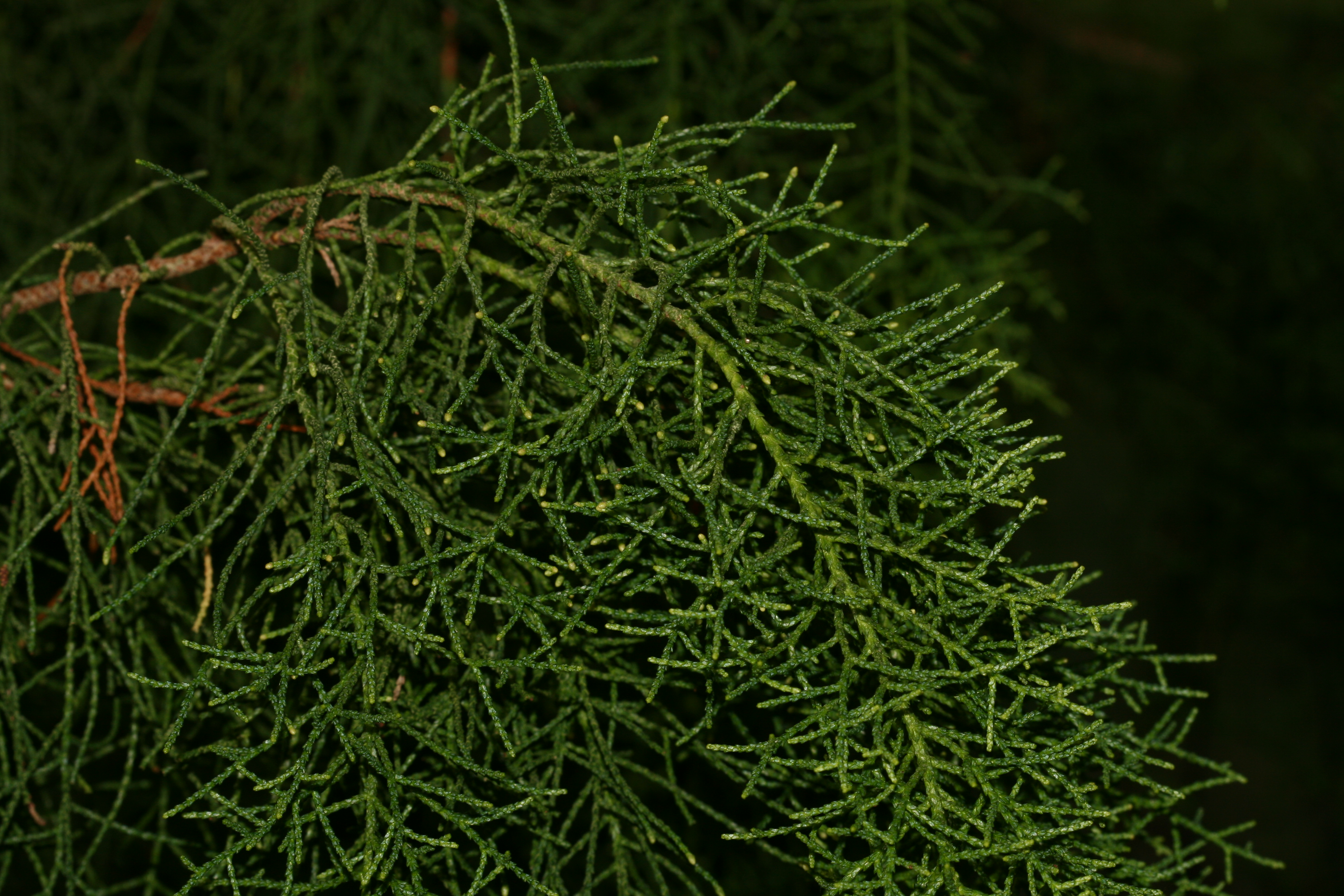
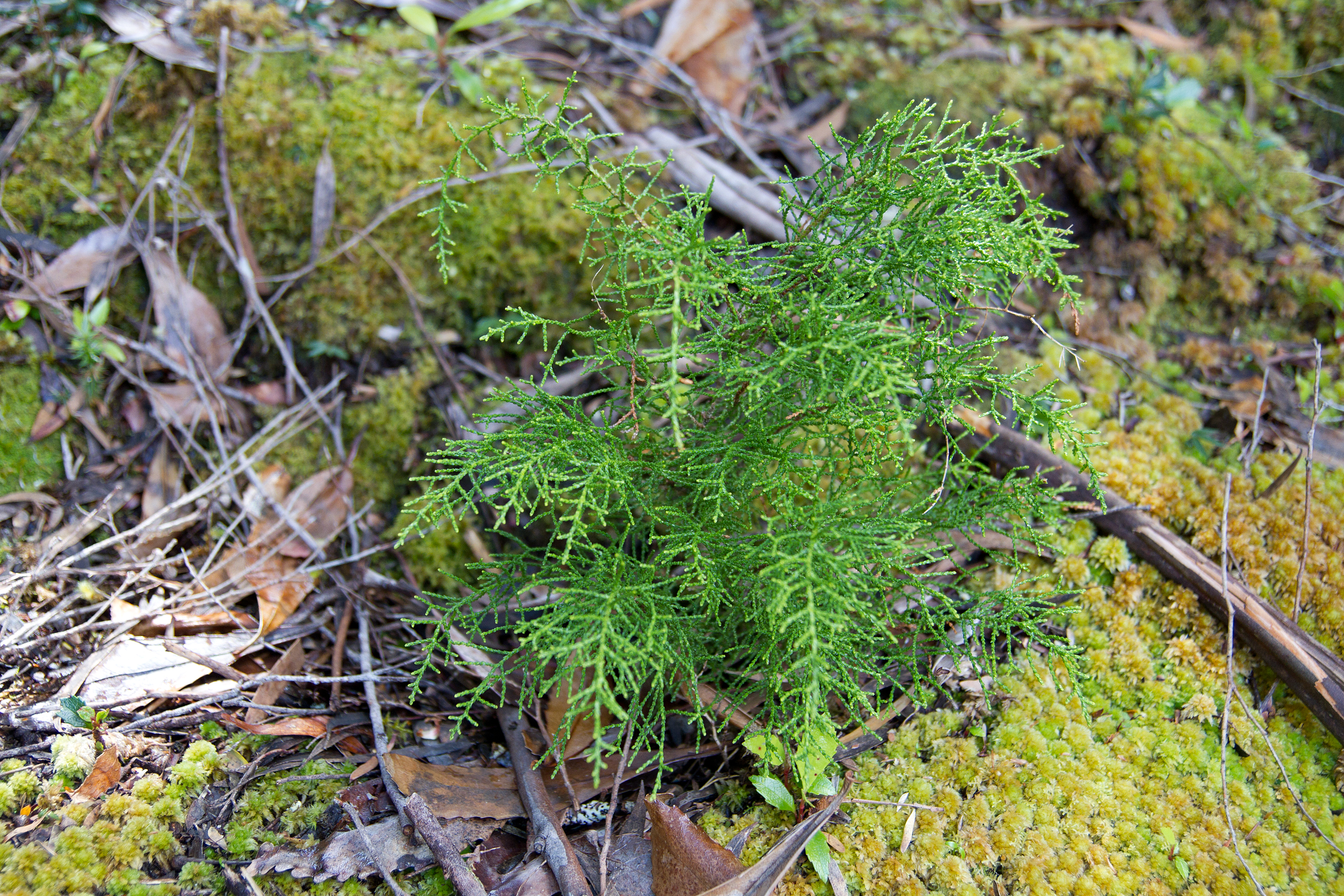